# Szíjj László
Szíjj László (névváltozat: Szijj, Tiszakécske, 1958. augusztus 31.), magyar nagyvállalkozó, üzletember.
2024-ben az ország 6. leggazdagabb embere. A Befolyás-barométer szerint 2019-ben a 10. legbefolyásosabb személy.

## Élete és munkássága
Az elmúlt több mint 30 évben az üzletember cégérdekeltségeinek (ma együttesen Duna Csoport) szolgáltatási köre jelentősen kibővült: vállalkozásainak megbízatásai a mélyépítés és mélyépítési gépmunka, útépítés, közműépítés, bányászati tevékenység, aszfalt- és betongyártás, acélszerkezetgyártás, hídépítés- és felújítás, autópálya-, vasút-, közmű- és környezetvédelmi szolgáltatások széles spektrumát ölelik fel. Szíjj László építőipari vállalkozásai ma közel 1900 embernek adnak munkát Magyarországon. 2010 után útépítő cégei számtalan közbeszerzést nyertek. Első számú vállalkozása az 1996-ban alapított Duna Aszfalt Kft, amely a 2019 óta Szíjj László 100%-os tulajdonában lévő Duna Csoport vezető vállalkozása. A cégcsoport része számos más vállalkozás is, így a Hódút Kft., a Magyar Vakond Kft., a Hódút Freeway Kft., a Vakond Via Kft. és a Közgép Zrt. is, amelynek 30 százaléka 2018-tól Szíjj tulajdonában van. A Duna Csoport nemzetközi tagja továbbá a lengyelországi, Katowice közelében működő Banimex építőipari cég is. Emellett birtokában van a Magyar Kereskedelmi Bank egyharmada. Számos közbeszerzést nyert együtt Mészáros Lőrinc cégeivel, Bulgáriában közös vasútépítő vállalatot is létrehoztak, bár ez még nem végzett gazdasági tevékenységet.
Szíjj László Tiszakécskén töltötte gyermek- és ifjúkorát. 1990-ben őt választották a város polgármesterének. Erről a posztjáról 1992 februárjában lemondott.
Ugyancsak 1990-ben alapította Varga Károllyal, gyermekkori barátjával a Vakond Út és Építőipari Kft.-t, majd e kft révén 1996-ban létrehozta a Duna Aszfalt Út és Mélyépítő Kft.-t. (2020-ban átalakult zártkörűen működő részvénytársasággá).
2000-ben Szíjj és Varga személyesen is tulajdonosok lettek a Duna Aszfalt vállalatban, ami hamarosan ugrásszerű fejlődésnek indult. 2015-ben, kivásárolva 50%-os tulajdonostársát, a Duna Aszfalt majd 2019-ben a teljes cégcsoport Szíjj László egyszemélyes tulajdonába került. 2004-re a cég nettó éves árbevétele az addigi átlagos 50–100 millió forintról 351 millióra nőtt, 2005-ben pedig elérte az 1,5 milliárd forintot. Ebben az évben nyerte el első tendereit a cég a Közbeszerzési Adatbázisban közzétett adatok szerint majd gyors fejlődésnek indult.
2006-ban a cég árbevétele meghaladta a 3 milliárdot, majd 2007-ben a 11 milliárdot. 2008-ban közel 13 milliárd, 2009-ben pedig már 17 milliárd forint volt a bevétel.
A cég árbevétele 2010-ben meghaladta a 18 milliárd forintot és 2011-ben közel 22 milliárd forint körül volt, ezután pedig újra meggyorsult a fejlődés. 2012-ben 32,5 milliárd, 2013-ban 54,1 milliárd, 2014-ben 86,5 milliárd, 2015-ben pedig 124,5 milliárd forint volt az éves bevétel. A 2016-os visszaesés (32,4 milliárd forint) után 2017-ben nettó 75,6 milliárd forintos árbevételt ért el a cég.
2015-ben, abban az évben, amikor Orbán Viktor és Simicska Lajos végleg szakított, a Duna Aszfalt nagyrészt átvette a Közgép helyét az állami nagyberuházások megvalósításában. Varga Károly, a cég társalapítója kiszállt ebből az üzletből. 2017-ben a cég nyeresége (adózott eredménye) nettó 18,7 milliárd forint volt, amiből Szíjj László egyedüli tulajdonosként 12 milliárdot osztalékként kivett. 2017-ben egyedül vagy partnereivel összesen nettó 606,5 milliárd forint, 2018-ban pedig nettó 259,5 milliárd forint értékű megbízatást nyertek Szíjj érdekeltségei, elsősorban a Duna Aszfalt. A mélyépítő üzletember 2018-ban 13 milliárd, 2019-ben 3 milliárd, míg 2020-ban 7 milliárd forintos osztalékot vehetett ki a cégcsoport vezető vállalkozásából.
Szíjj László üzleti tevékenysége során vállalkozásain keresztül nemcsak egyedül, hanem kooperálva más hazai mélyépítő cégekkel (konzorciumban, alvállalkozóként, partnerként) szorosan együttműködik más ismert iparági szereplőkkel, Mészáros Lőrinc cégeivel is. 2010 szeptembere és 2019 novembere között Mészáros Lőrinc két fő építőcége, a Mészáros és Mészáros Kft., valamint az R-Kord Kft., továbbá Szíjj László Duna Aszfalt nevű cége külön-külön vagy másokkal, esetenként egymással közösen több mint 2071 milliárd forint értékben nyert meg közbeszerzéseket. A legnagyobb megbízó a Nemzeti Infrastruktúra Fejlesztő Zrt. volt, a második a Magyar Közút Nonprofit Zrt., a harmadik a Nemzeti Fejlesztési Programiroda Kft., a negyedik pedig az Országos Vízügyi Főigazgatóság. A teljes összeg 74 százalékát uniós forrásokból kapták.

## Magánvagyona
A 100 leggazdagabb kiadvány szerint 2024-ban az ország 6. leggazdagabb embere volt, vagyonát 300 milliárd forintra becsülték.
2019-ben létrehozta magánalapítványát, a Duna Bonum Alapítványt. A 2021-ben, a legjótékonyabb magyarokról megjelent összeállítás szerint, Szíjj a képzeletbeli lista harmadik helyén áll.
2020-ban az EU-s szabályok változása miatt nyilvánosságra kellett hozni, hogy az 5 milliárd forint értékű Artemy, illetve a 6-7 milliárd forint értékűre becsült MY Lady MRD nevű máltai jacht Szíjj László tulajdonában van. Magyar oknyomozó újságírók az elmúlt évek során kimutatták, hogy a magyar politikai és gazdasági elit több tagja üdült már valamelyik jachton. A több magyar vállalkozó és politikus, köztük Orbán Viktor miniszterelnök által is használt, osztrák bejegyzésű, OE-LEM lajstromjelű luxus magánrepülőgép (végső tulajdonosa ismeretlen) többször is pontosan oda repült a horvát tengerpartra, ahol éppen a luxusjacht tartózkodott.